# Peter Tupy
Peter Tupy (* 8. November 1946 in Prag; † 18. Dezember 2005) war ein tschechisch-britischer Kameramann, Animator und Spezialeffektkünstler.
Tupy war Sohn eines kommunistischen Flugzeugbauingenieurs. Er studierte Grafikdesign in Prag und befand sich 1968 im Urlaub in London, als die Truppen des Warschauer Pakts den Prager Frühling niederschlugen. Daraufhin reiste er nicht zurück und studierte kurz am Dartington College of Arts. Nach kurzer Zeit bekam er Arbeit im Trickfilmstudio von Bob Godfrey. 1980 gründete er ein Studio für Animationen und Spezialeffekte. Er machte sich einen Ruf als preiswertere und innovative Alternative zu den großen Spezialeffektstudios und schuf Effekte für kommerzielle Filme sowie Werke von Studenten.
Tupy arbeitete für Eddy Grant, Enya, Elvis Costello, Kirsty MacColl und The Art of Noise. Am Royal College of Art, St Martin's School of Art und an der National Film and Television School war er als Dozent tätig. Seine Kurzfilme These included Transit (1997), 1001 Nights (1998) and Stressed (1994) waren für den BAFTA-Award nominiert, den er 1985 für die Effekte in der Fernsehserie Max Headroom gewonnen hatte.

## Filmografie (Auswahl)
- 1989: Umbabarauma
- 1994: Oh, Julie!
- 1994: Stressed
- 1997: These included Transit
- 1998: 1001 Nights
- 1999: Expelling the Demon
- 1999: The Man with the Beautiful Eyes